# Династія Лі
Династія Лі (1009 —1225 роки) — в'єтнамська династія, що правила в державі Дайв'єт. Утворилася після повалення династії ранніх Ле. Основним напрямком діяльності були стосунки з китайською імперією Сун. З 1128 року почався занепад династії Лі. Зрештою влада опинилася у знатних кланів. 1225 року її мирно змінила династія Чан. Також відома як Династія Пізніх Лі.

## Історія
Засновником династії став професійний військовик Лі Тхай То. Перед тим внаслідок заколоту було повалено династію ранніх Ле. На початку правління провів низку заходів з встановлення легітимної влади і протидії дестабілізації в країні.
1010 року на керівні посади в державі були призначені члени сім'ї імператора та учасники перевороту, була проголошена амністія, всі знаряддя для катувань знищені. Того ж року відбулося перенесення столиці з Хоали до верхів'їв річки Хонги — фортеця даяла, перейменованої в Тханглонг. Завершено будівельні роботи у 1024 році.
До 1014 року велася боротьба з повсталими аристократами та племенами, що сплачували данину. В цей же час було встановлено мирні відносини з державами Сун, Чампа і Кхмерською імперією. У 1020 році здійснено спробу втрутитися у справи Чампи, завдяки чому трохи розширено кордони на південь.
1028 році новому імператорові Лі Тхай Тонгу вдалося придушити заколот, що сприяло зміцненню політичного становища й авторитета династії. Протягом 1038—1039 років довелося боротися проти гірського племені нунгів, що отримувала підтримку з боку китайської адміністрації. У 1052 уряд Дайков'єту спровокував нунгів на атаку південних провінцій імперії Сун. 1054 році змінено назву з Дайков'єт на Дайв'єт.
З початком правління імператора Лі Тхань Тонга було взято курс на утворення повноцінної імперії. 1059 року здійснено напада на прикордонну китайську провінцію Ціньчжоу. З 1069 року почалися запеклі війни проти Чампи, яка спиралася на союз з імперією Сун. 1075 року армія Лі завдала поразки сунській армії, що намагалася підкорити Дайв'єт, але втратила деякі північні повіти. Зрештою за правління імператора Лі Нян Тонга у 1079 році відбулося приєднання до Дайв'єту 3 північних провінцій Чампи. В цей же час відновлено дипломатичні стосунки з імперією Сун, а 1084 року дипломатичними заходами Лі Нян Тонг домігся повернення Сун втрачених територій.
У 1128 році проявився кризис спадкування, викликаний відсутністю синів у Лі Нян Тонга. Останній ще за життя всиновив небожа Лі Тхан Тонга. Втім з цього часу починається занепад династії. Деякі дослідники поділяють періоди на Перших та Других Пізніх Лі. З цього часу все більше зростає роль канцлерів та регентів, які перебирають владу, користуючись молодість або неповноліттям представників династії Лі.
Значний удар династії завдало потужне повстання військовиків у 1209 році. З 1216 року відбувається посилення клану Чан. З початку 1220-х років посаду канцлера фактично стала спадковою у Чанів.
Остаточне послаблення відбулося за правління Лі Хюе Тонг, який навіть був вимушений на деякий час залишити столицю. 1224 році імператор вирішив передати трон 6-річній принцесі Лі Т'єу Хоанг. Втім фактична влада опинилася у Чан Тху До, очільника палацової варти. У 1225 році він влаштував шлюб свого небожа Чан Каня з імператрицею. Незабаром змусив Лі Т'єу Хоанг передати владу своєму чоловікові. Слідом за цим було оголошено про завершення правління династії Лі й переходу влади в державі до династії Чан. Деякі представники династії Лі перебралися до Корейського півострова.

## Управління
На чолі стояв імператор, який спирався на закони, а не правив автократично. 1087 року династія Лі отримала від сунського уряду титул намбінь-вионга, а 1174 року від Південної Сун — гована (правителя держави), який підкреслював провідний статус правителів серед китайських сусідів.
Найближчим помічником імператора був канцлер. Йому допомагали 4 міністри (тхау) — 3 цивільнних й 1 військовий. Тхай відпорядковувалися очільники відомств (ч'єу).
1010 року проведено адміністративну реформу. Державу поділено на 24 ло, які в гірських районах ділилися на тяу, а в низинах — на фу. Фу і тяу в свою чергу поділялися на хюен і зяп, а потім — на хионг і ап.
1089 року було впроваджено ієрархію для чиновників, що включала 9 рангів для цивільних і 9 для військових чинів. Іспити стали обов'язковими, а ранги присвоювалися відповідно до результатів літературних змагань.

## Економіка
Основою економіки було сільське господарство. Технічно, всі оброблювані землі належали імператору, він розподіляв землі між селами, які самостійно роздавали ділянки родинам. Імператори заохочували розвиток землеробства, наказуючи рити канали і рови, а також дозволяючи солдатам півроку проводити вдома в полях.

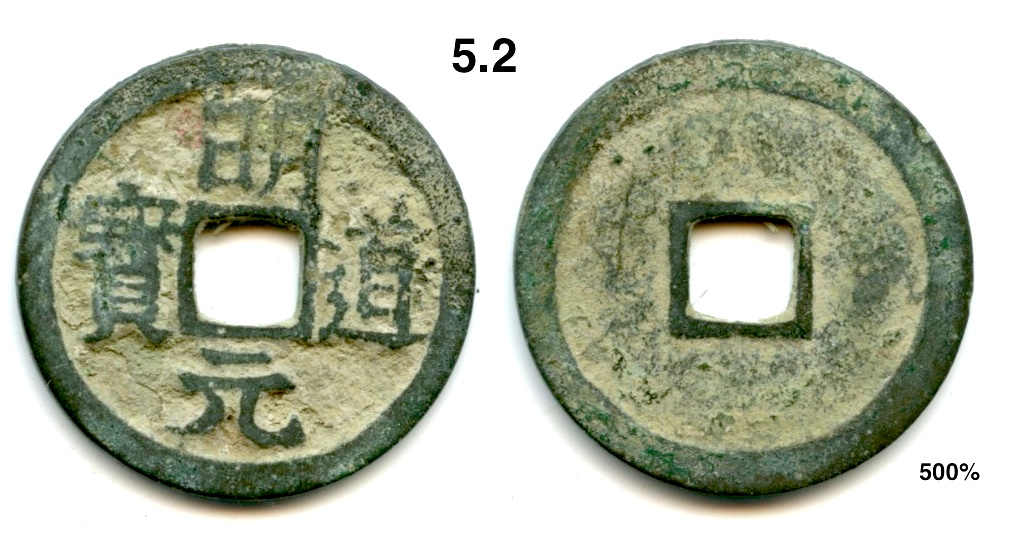
Монети династії Лі

У 1013 році впроваджено 6 основних податків: на рисові поля, сади, рибні ставки; на поля під шовковичними кущами і наносні землі; на продукти природи, якщо вони надходили на ринок; на сіль (на зовнішній межі і на внутрішніх митницях); на роги носорога, бивні слона і пахучі олії, що видобуваються в горах; на запашне дерево для кадила, фрукти та квіти. 1016 року було оголошено про скасування рисового податку на 3 роки для всіх селян. 1042 року був введений новий податок на користь податківців в розмірі 1/10 від основного зібраного податку.
Великий розвиток отримали будівельна справа, гончарство, різьблення по чорному лаку, мідне і бронзове лиття.
Розвиток виробництва призвело до швидкого збільшення товарообігу внутрішньої і зовнішньої торгівлі. Підтримувалася торгівля, яка насамперед здійснювалася з Сунською імперією, державами Великих Зондських островів, Сукхотаєм, Чампою. До Китаю продавали спеції, слонову кістку і сіль, купували в значній мірі шовк та розкоші.

## Право
Закони в період династії Лі формувалися завдяки імператорським наказам, хоча цивільне, карне, судове, сімейне право існувало паралельно їм. 1042 року було видано перший писемний кодекс, основу якого становило кримінальне право.
Оскільки династія Лі була прихильником буддизму, то покарання за порушення законів не були суворі.

## Культура

### Архітектура
Значний на усі сфери життя вплив мав буддизм, прихильником якої були представники правлячої династії. Споруджувалися численні культові споруди. Буддійське мистецтво вперше набуло масового характеру. У кожному селі з'явилися буддійські храми і пагоди. До їх спорудження залучалися місцеві виконавці. Це полегшило злиття високих ідеалів буддійської скульптури з майстерністю народних ремісників, що традиційно займалися виготовленням народних іграшок, ляльок, архітектурних прикрас з дерева, лакових виробів.

### Скульптура
Стиль різьбленого декору і скульптури буддійських храмів в епоху Лі характеризується як безтілесний і містичний. Найзначущими з усіх збережених творів різьблення по дереву є панелі вхідного портика храмового комплексу Тхан Куанг (Кяо) в Тай Біні, що засновано 1067 року.

### Освіта
1070 року в Тханглонзі було відкрито вищий освітній заклад Ван-М'єу (Храм літератури), що виконував функції на кшталт європейського університету. Того ж року було наказано спорудити в кожній провінції храм Конфуція. У 1076 році засновано навчальний інститут Школа Синів Вітчизни для державних службовців, а також імператорська академія.